# Aboën
Aboën é uma comuna francesa na região administrativa de Auvérnia-Ródano-Alpes, no departamento de Doubs. Estende-se por uma área de 8,96 km². Em 2010 a comuna tinha 451 habitantes (densidade: 50,3 hab./km²).